# Turcja na Zimowych Igrzyskach Olimpijskich 1956
Turcję na Zimowych Igrzyskach Olimpijskich 1956 reprezentowało 4 zawodników. Był to trzeci start Turcji na zimowych igrzyskach olimpijskich.

## Reprezentanci

### Narciarstwo alpejskie

#### Mężczyźni
| Zawodnik          | Konkurencja   | 1. przejazd | 1. przejazd | 2. przejazd | 2. przejazd | Suma czasów      | Pozycja          | Źródło |
| Zawodnik          | Konkurencja   | Czas        | Pozycja     | Czas        | Pozycja     | Suma czasów      | Pozycja          | Źródło |
| ----------------- | ------------- | ----------- | ----------- | ----------- | ----------- | ---------------- | ---------------- | ------ |
| Muzaffer Demirhan | Zjazd         | 3:52.2      | 33.         | —           | —           | 3:52.2           | 33.              | [ 1 ]  |
| Osman Yüce        | Zjazd         | DSQ         | DSQ         | —           | —           | Nieklasyfikowany | Nieklasyfikowany | [ 1 ]  |
| Muzaffer Demirhan | Slalom gigant | 3:44.2      | 49.         | —           | —           | 3:44.2           | 49.              | [ 2 ]  |
| Osman Yüce        | Slalom gigant | 3:59.4      | 63.         | —           | —           | 3:59.4           | 63.              | [ 2 ]  |
| Zeki Şamiloğlu    | Slalom gigant | 4:16.6      | 77.         | —           | —           | 4:16.6           | 77.              | [ 2 ]  |
| Mahmut Eroğlu     | Slalom gigant | DSQ         | DSQ         | —           | —           | Nieklasyfikowany | Nieklasyfikowany | [ 2 ]  |
| Osman Yüce        | Slalom        | DSQ         | DSQ         | NQ          | NQ          | Nieklasyfikowany | Nieklasyfikowany | [ 3 ]  |
| Muzaffer Demirhan | Slalom        | DSQ         | DSQ         | NQ          | NQ          | Nieklasyfikowany | Nieklasyfikowany | [ 3 ]  |
| Mahmut Eroğlu     | Slalom        | DSQ         | DSQ         | NQ          | NQ          | Nieklasyfikowany | Nieklasyfikowany | [ 3 ]  |
| Zeki Şamiloğlu    | Slalom        | DSQ         | DSQ         | NQ          | NQ          | Nieklasyfikowany | Nieklasyfikowany | [ 3 ]  |